# Партизантув-Колонія
Партизантув-Колонія (пол. Kolonia Partyzantów; укр. Колонія Партизанів) — село в Польщі, у гміні Криниці Томашівського повіту Люблінського воєводства.
Населення — 37 осіб (2011).
Розташоване на Закерзонні (в історичному Надсянні).
У 1975—1998 роках село належало до Замойського воєводства.

## Демографія
Демографічна структура станом на 31 березня 2011 року:
|          | Загалом | Допрацездатний вік | Працездатний вік | Постпрацездатний вік |
| -------- | ------- | ------------------ | ---------------- | -------------------- |
| Чоловіки | 18      | 2                  | 14               | 2                    |
| Жінки    | 19      | 0                  | 11               | 8                    |
| Разом    | 37      | 2                  | 25               | 10                   |